# Ikonoklazm w Bizancjum

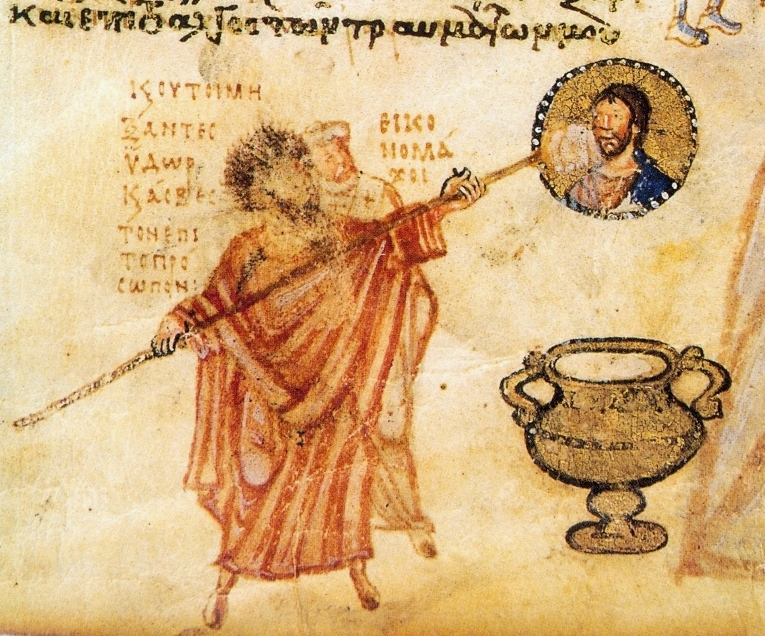
Karta z pochodzącego z pierwszej połowy IX wieku Psałterza Chłudowa z miniaturą przedstawiającą niszczenie świętych wizerunków

Ikonoklazm w Bizancjum (gr. Εἰκονομαχία, w łacińskiej pisowni Eikonomachia co dosłownie znaczy „walka z obrazami”) – zjawisko które miało miejsce w Cesarstwie Bizantyńskim w VIII wieku oraz w pierwszej połowie IX. Polegało ono na całkowitym zakazie oddawania kultu obrazom przez chrześcijan na obszarze podporządkowanym cesarzom Bizancjum. Ikonomachia dzieli się na dwa okresy; pierwszy z lat 730–787, oraz z lat 814–843. Czas ikonoklazmu charakteryzuje się walką pomiędzy przeciwnikami kultu ikon, czyli ikonoklastami, oraz zwolennikami obrazów, czyli ikonofilami. Ostatecznie ci drudzy wygrali, a same ikony stały się bardzo ważnym elementem w religijności wiernych Kościoła prawosławnego.

## Źródła

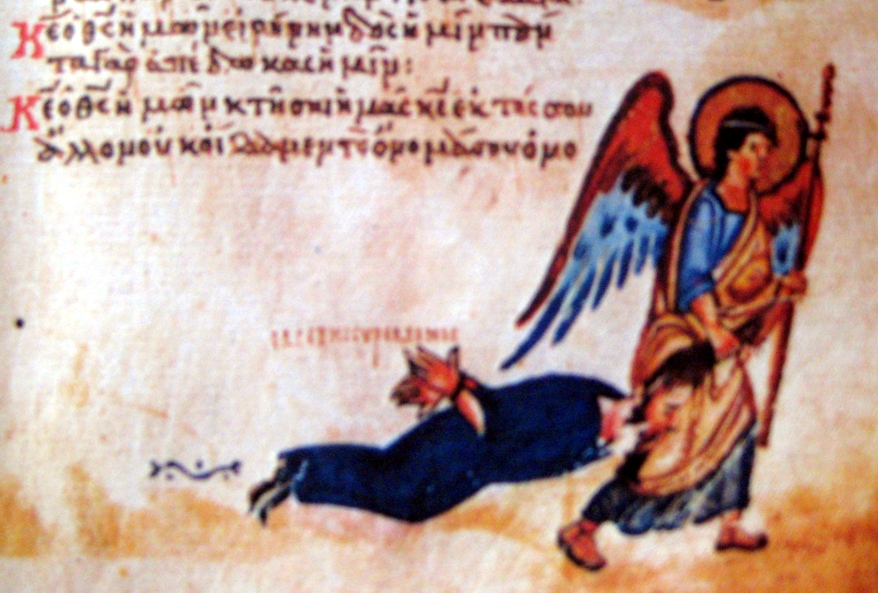
Anioł ciągnący za włosy spętanego ikonoklastę. Miniatura pochodzi z Psałterza Chłudowa

Zasadniczym problemem z jakim zmagają się od wieków historycy studiujący zagadnienie ikonoklazmu jest stronniczość źródeł. Niemal wszystkie bowiem które przetrwały i którymi dysponujemy do naszych czasów były pisane przez zwolenników ikon. Tendencja ta jest silna zarówno w dziełach historycznych, jak i kronikarskich, jednak najmocniej zaznacza się w hagiografiach pisanych w formie panegiryków. Ich bohaterami są męczennicy prześladowani przez ikonoklastów. Najcenniejszą hagiografią jest Żywot św. Stefana Młodszego z 808 roku i dotyczący wydarzeń z 767. Dzieło to opisuje bogato i w szczegółach sytuację ikonofilów, a zwłaszcza mnichów w czasach cesarza Konstantyna V. Istotnymi źródłami traktującymi o walkach ikonoklastycznych są kroniki Teofana Wyznawcy, listy patriarchy Germana, oraz trzy homilie Jana z Damaszku. Z kolei w dziele zatytułowanym Nuthesia gerontos peri ton hagion eikonon znajduje się dysputa teologiczna między Jerzym z Cypru a którymś z ikonoklastów. Wśród pism teologicznych z drugiego okresu ikonoklastycznego do najważniejszych należą traktaty i listy Teodora Studyty, czy też prace patriarchy Nikefora. Niemniej cenne są Akta VII soboru powszechnego z Nikei zwołanego przez cesarzową Irenę w 787. Z bogatej niegdyś spuścizny autorów ikonoklastycznych bezpośrednio nic nie pozostało, gdyż wedle nakazu soboru z Nikei wszystkie zostały zniszczone. Prawdopodobnie to samo stało się z dziełami przeciwników ikon po soborze zorganizowanym w 843 roku. Na podstawie Akt VII soboru w Nikei, który był przyjaźnie nastawiony do kultu obrazów, historycy mogą zrekonstruować decyzje wcześniejszego, przeciwnego ikonom soboru z 754.

## Przyczyny zjawiska

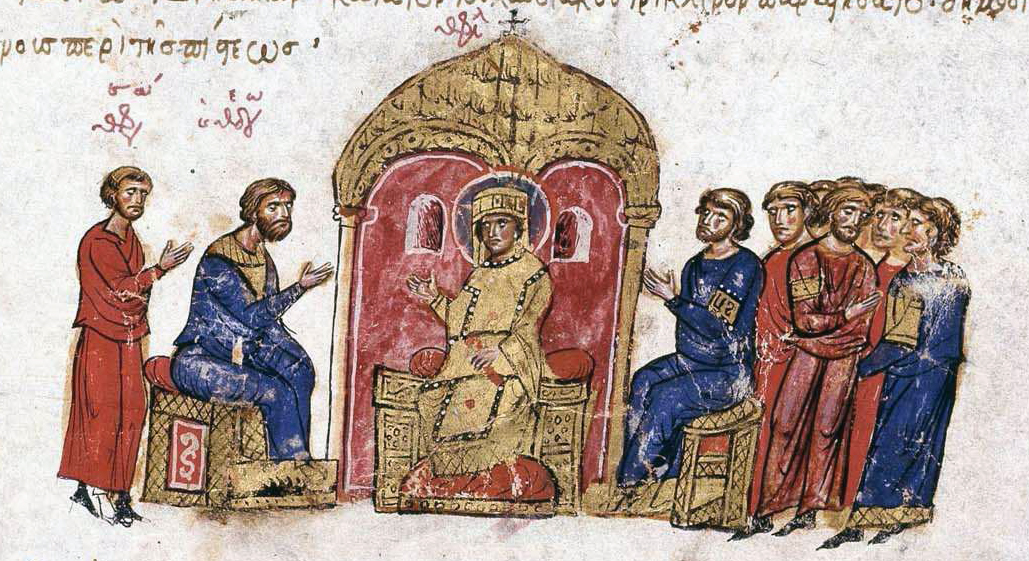
Miniatura przedstawiająca dyskusję z cesarzem na temat kultu obrazów

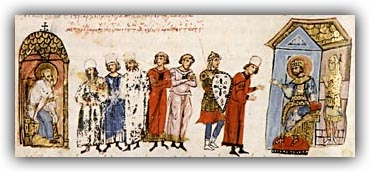
Miniatura przedstawiająca patriarchę Nikefora, który wysyła petycję do cesarza Michała II z prośbą o przywrócenie kultu obrazów

Przez wieki istnienia chrześcijaństwa na terenach Azji Mniejszej oraz Grecji kult świętych obrazów nabrał ogromnego znaczenia dla religijności mieszkańców Bizancjum. W niektórych kręgach był jednak potępiany, ponieważ widziano w nim przejaw sprzecznego z wiarą chrześcijańską bałwochwalstwa. Ta grupa nie odbierała obrazów świętych jako symboli, lecz traktowali je jako próbę wyobrażenia czegoś, czego człowiek nie będzie w stanie nigdy pojąć. Poglądy te były szczególnie silne we wschodniej części Cesarstwa, gdzie silnie oddziaływały różnorakie prądy religijne których reprezentantami byli monofizyci czy paulicjanie. Według ikonofilów cesarz Leon III Izauryjczyk wprowadził zakaz kultu obrazów, ponieważ wpłynęły na niego poglądy muzułmańskie i żydowskie. W tych religiach panował zakaz odtwarzania wizerunku Boga pod postacią rzeźb, czy obrazów, a Leona posądzano o sympatie promuzułmańskie dając mu przydomek saracenofil. Cesarz ten rządzący od 717 roku wywodził się właśnie ze wschodnich rubieży Bizancjum. Urodził się w Syrii, przebywał na wschodzie wiele lat i nim został głową państwa, w wojsku pełnił funkcję stratega azjatyckiego temu Anatolikon. Także wśród wyższego duchowieństwa w Azji Mniejszej było wielu przeciwników ikon, na przykład u biskupa Nakolii Konstantyna, jednego z inicjatorów ruchu. Biorąc pod uwagę, iż życiorys Leona III opisywali głównie jego przeciwnicy, ciężko dziś dojść jakie znaczenie miały dla niego wpływy islamu i czy rzeczywiście były tak wielką inspiracją. Zdaniem serbskiego bizantynologa Georga Ostrogorskiego kryzys ikonoklastyczny był bardzo złożony, wychodził poza dziedzinę religii i wkraczał w sferę gospodarki i polityki. Według serbskiego badacza chodziło o oczyszczenie wiary z zabobonów i próbę zmiany religijności mieszkańców Bizancjum na bardziej korzystną dla władców, którzy zamiast chrześcijan kontemplujących chcieli otrzymać wojowników gotowych do walki z niechrześcijańskimi wrogami. Dla Ostrogorskiego nie bez znaczenia jest fakt, że w VII wieku Bizancjum potrzebowało żołnierzy, a istnienie samego państwa było mocno zagrożone przez nacierających od wschodu Arabów. Nawet jeżeli ta hipoteza jest słuszna, wysiłki cesarzy przyniosły odwrotny skutek, czyli ogromny kryzys wewnętrzny. Innym aspektem jest walka z klasztorami, która przynosiła korzyści finansowe poprzez konfiskowanie majątków zakonników. W wyniku hojnych darowizn ze strony wiernych klasztory były bogate i wpływowe. Ponadto krok ten ograniczał polityczne wpływy mnichów, likwidował miejsca pielgrzymkowe do świętych relikwii i tym samym umacniał stanowisko cesarza. Choć intencje władców Bizancjum są w tym względzie oczywiste, to jednak polityka wobec zakonów nie wyjaśnia całkowicie przyczyn samego ikonoklazmu. Stanowi on powrót do sporów chrystologicznych, które już wcześniej targały Bizancjum, zwłaszcza od V do VII wieku.

## Początek

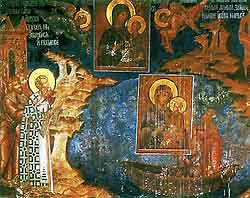
Patriarcha German I z ikoną przedstawiającą Marię, matkę Jezusa. Obraz jest podtrzymywany przez anioły.

Po raz pierwszy oficjalnie Leon III wypowiedział się przeciwko kultowi obrazów w 726 roku w Konstantynopolu. Za namową małoazjatyckich biskupów wygłaszał wtedy kazania mające na celu zniechęcenie wiernych do oddawania czci obrazom. Opróćz tego kazał oficerowi swojej gwardii usunąć wizerunek Chrystusa znad wrót cesarskiego pałacu. Ten czyn wywołał agresję u mieszkańców stolicy, którzy na miejscu rozszarpali oficera gwardii, a w europejskiej części Bizancjum w Grecji wybuchł szybko stłumiony bunt przeciwko Leonowi. Stało się tak dlatego, iż w przeciwieństwie do wschodniej części zachodnia była w większej mierze ikonofilska. Leon III próbował pozyskać dla swojego ruchu patriarchę Konstantynopola Germana oraz papieża Grzegorza II, ale bezskutecznie. Ponadto największego przeciwnika Leon znalazł w osobie Jana z Damaszku, uważanego za najwybitniejszego teologa tych czasów. Jan w swoich utworach argumentuje, iż wizerunki Chrystusa są zgodne z dogmatem o naturze ludzkiej i boskiej. Po kilku latach Leon zdecydował się narzucić ikonoklazm siłą swoim poddanym poprzez wydanie edyktu 17 stycznia 730 roku. Oporny patriarcha German został złożony z urzędu, a na jego miejsce cesarz umieścił na stanowisku podporządkowanego sobie Anastazjusza. Z kolei papież Grzegorz III za potępienie nowej doktryny został wtrącony do więzienia. W całym Bizancjum rozpoczęło się oficjalnie niszczenie obrazów, oraz prześladowanie ikonofilów.

## Panowanie Konstantyna V

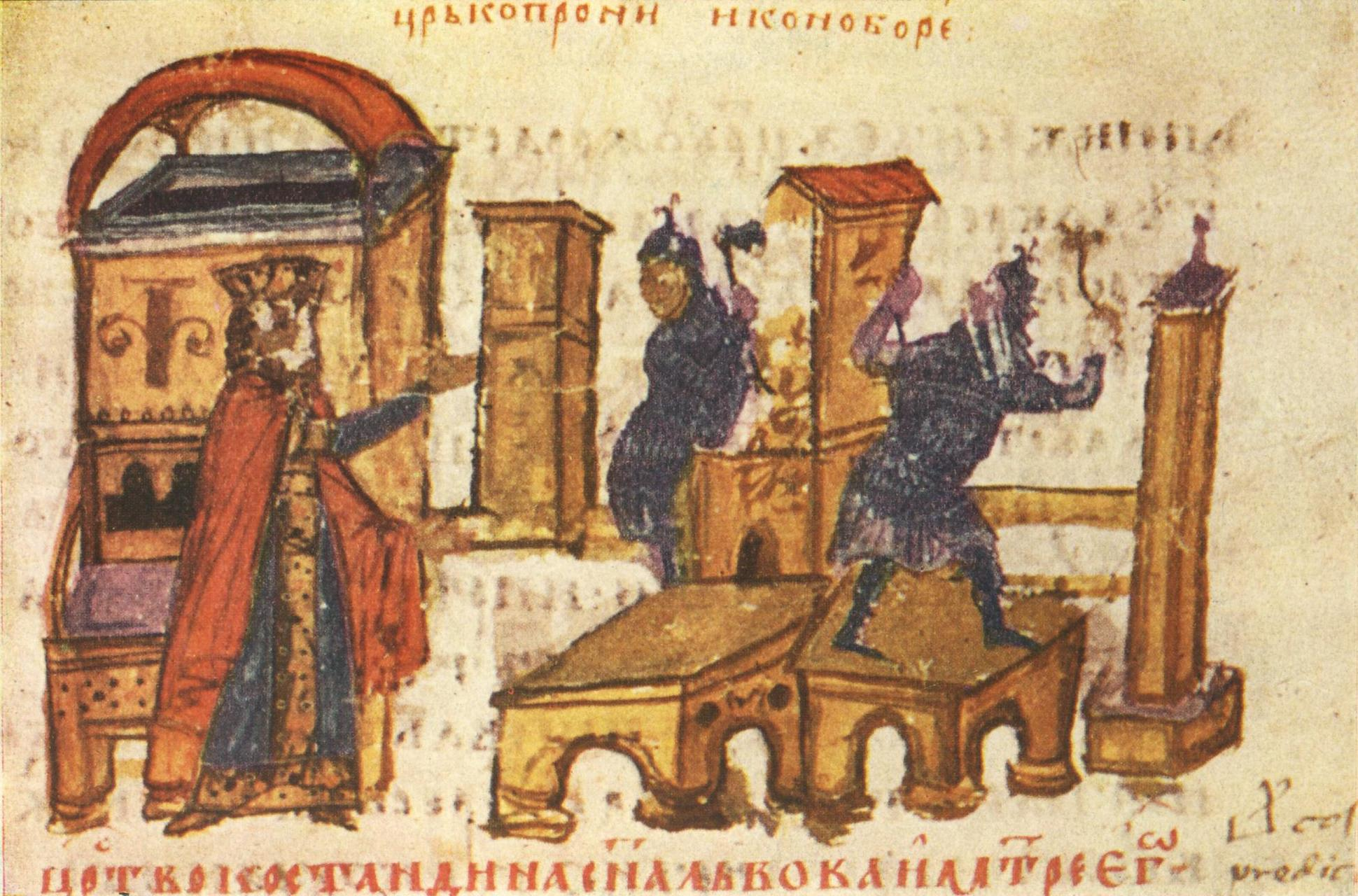
Czternastowieczna miniatura przedstawiająca niszczenie kościoła przez żołnierzy z rozkazu cesarza Konstantyna V Kopronima

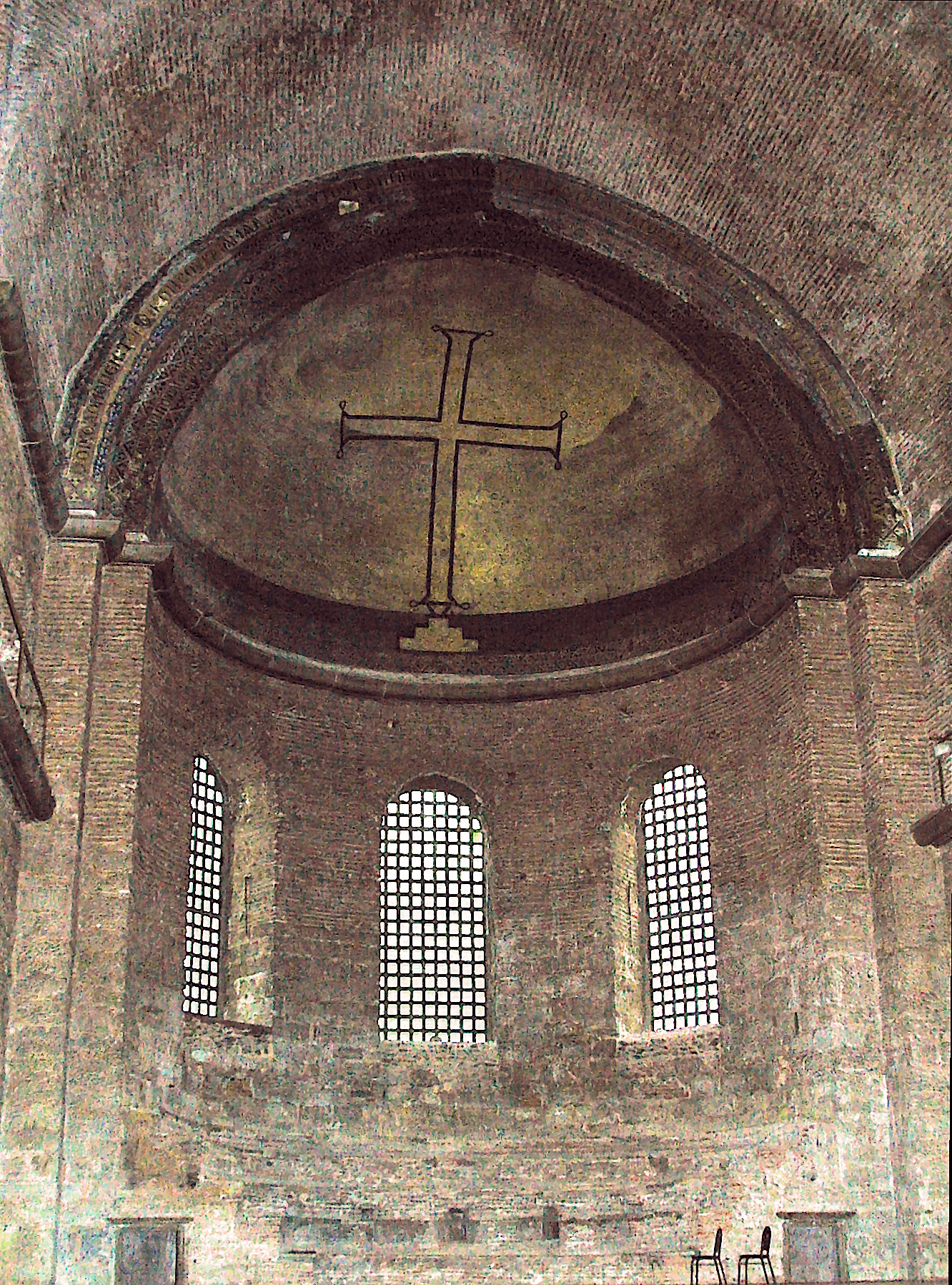
Prosty krzyż z kościoła Hagia Eirene jako przykład akceptowanej sakralnej sztuki okresu ikonoklazmu

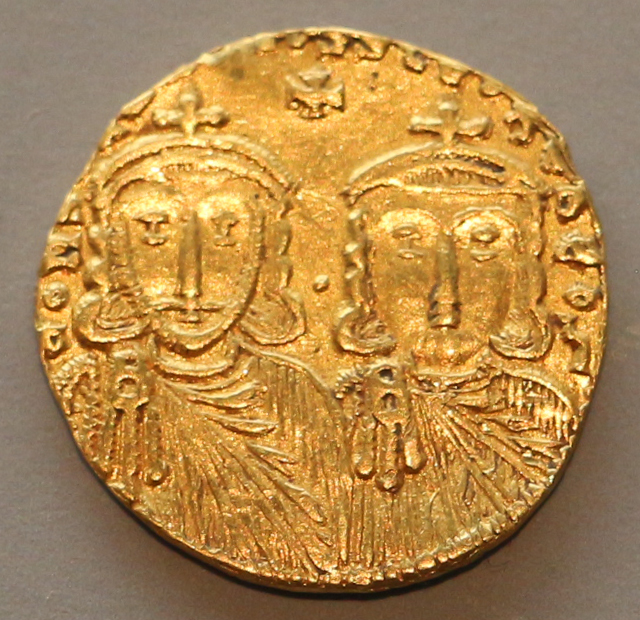
Konstantyn V oraz jego syn i współcesarz Leon IV przedstawieni na monecie

W 741 po śmierci Leona III doszło do zawirowań politycznych, gdyż jego prawowity następca Konstantyn V Kopronim po roku panowania został na pewien czas obalony w wyniku buntu stratega temu Opsykion Artabasdesa. W 742 roku Artabasdes został koronowany w Konstantynopolu na cesarza przez patriarchę Anastazjusza, który zmienił stronę sporu. Konflikt miał charakter religijny, gdyż nowy władca miał poglądy ikonofilskie i popierały go temy zachodniej części Cesarstwa, a po koronacji oficjalnie zniósł ikonoklazm. Z kolei Konstantyna V popierała większość temów małoazjatyckich. Po szesnastu miesiącach panowania Artabasdes został pokonany w listopadzie 742, a następnie oślepiony. Patriarcha zaś został wystawiony na pośmiewisko, bowiem posadzono go na jadącym ośle tyłem do kierunku jazdy, jednak pozostawiono na stanowisku. Konstantyn był bardziej radykalnym przeciwnikiem kultu ikon niż jego ojciec Leon i z niezwykłym okrucieństwem krwawo prześladował swoich przeciwników. W 754 roku Konstantyn zwołał w pałacu  sobór trwający od lutego do sierpnia, gdzie wszyscy zebrani na nim biskupi jednogłośnie opowiedzieli się za ikonoklazmem. Wynik soboru był taki, ponieważ wcześniej po dysputach teologicznych między przeciwnikami i zwolennikami kultu wsadzano ikonofilskich biskupów do więzień. Konstantyn był aktywny na polu pisarskim i w swoich rozprawach argumentował, że sam fakt, iż Chrystus jest Bogiem nie pozwala na pokazywaniu go poprzez wizerunki. Stało to w sprzeciwie do tez ikonofilskich, gdzie wizerunek postrzegano jedynie jako symbol. Sobór wyreżyserowywany przez cesarza określał doktrynę ikonofilską jako heretycką, balansującą pomiędzy monofizytyzmem, a nestorianizmem, ponieważ w dopatrywaniu się w wizerunkach Chrystusa tylko człowieka widziano nawiązanie do potępianej w Bizancjum herezji nestoriańskiej. Po decyzjach soboru przystąpiono energicznie do niszczenia wszystkich istniejących ikon w Cesarstwie, a obrazy o tematyce religijnej zastępowano obrazami o tematyce świeckiej, często gloryfikującej cesarza. Rozpoczęte z nową mocą prześladowania dotknęły w znacznej mierze mnichów, ponieważ ośrodki klasztorne były zagorzałymi ikonofilskimi ośrodkami. Dlatego zwłaszcza w latach 60. VIII wieku toczono zacięte wojny z klasztorami, a zjawisko to nosiło miano monachomachii. Mnisi byli skazywani na śmierć, a wielu z nich wygnano z kraju lub zmuszono do porzucenia stanu zakonnego poprzez związki małżeńskie. Radykalizm Konstantyna w końcowej fazie przekraczał nawet postanowienia soboru ponieważ zakazał on również kultu maryjnego oraz świętych w ogóle. Władca ten choć był wybitnym dowódcą wojskowym, przez potomnych był głównie nienawidzony co wyrażało się między innymi w nadaniu mu obraźliwego przydomku Kopronymus.

## Przerwa

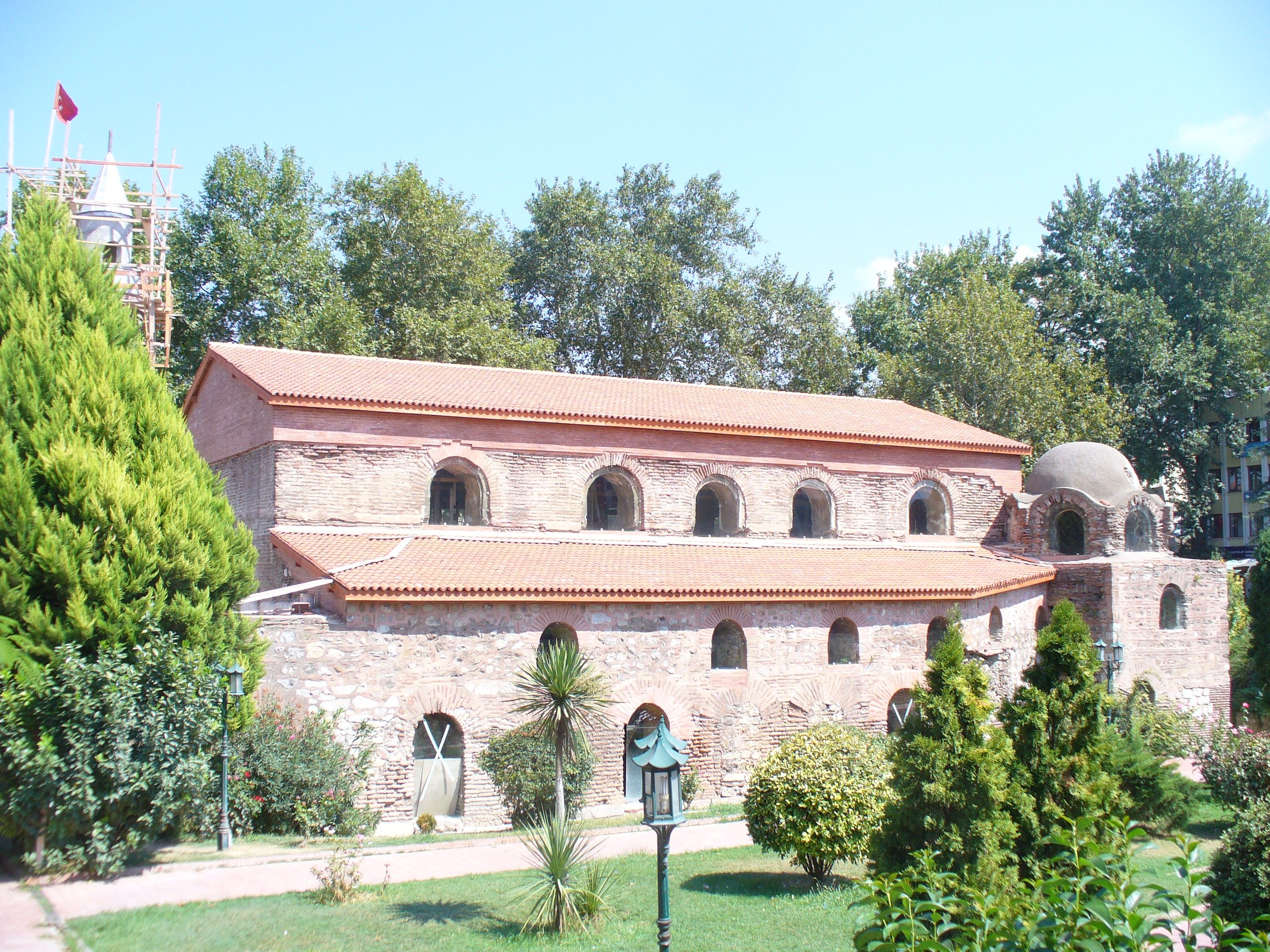
Miejsce, gdzie odbył się sobór nikejski zorganizowany przez cesarzową Irenę z Aten w 787

Po śmierci Konstantyna V nastąpiło czasowe odnowienie kultu obrazów za sprawą jego synowej Ireny. Irena pochodziła z Aten, gdzie ruch ikonofilski był silnie rozwinięty. Co prawda gdy w 775 roku na tron wstąpił jej mąż Leon IV Chazar ikonoklazm jeszcze przez lata oficjalnie panował w Cesarstwie, jednak zaprzestano surowych prześladowań. W 780 po śmierci Leona IV Irenie jako żonie przypadła w udziale regencja nad małoletnim Konstantynem VI. Otworzyło to jej drogę do zmian w polityce religijnej Bizancjum. Rozpoczęła ona bowiem przygotowania do soboru ekumenicznego, którego celem było zlikwidowanie postanowień soboru z 754 roku. Irena w realizacji swoich dążeń uzyskała poparcie papieża, oraz patriarchów Antiochii, Jerozolimy, a także Aleksandrii. Początkowo nowy sobór zebrany w 786 został rozpędzony przez ikonoklastycznie nastawioną gwardię stacjonującą w stolicy. W następnym roku Irena wysłała niesprzyjające ikonom wojska do walki z Arabami, więc soboru trwającego od września do października 787 nikt nie zakłócał. Postanowienia tego soboru potępiały ikonoklazm jako herezję, nakazywał zniszczenie wszystkich książek o treściach ikonoklastycznych, oraz przywracały kult obrazów. W następnych latach opozycja ikonoklastyczna zgromadziła się wokół chcącego objąć pełną władzę z rąk matki regentki Konstantyna VI, jednak nie odnieśli oni znaczących sukcesów. Kult obrazów zatem jeszcze przez długie lata cieszył się swobodą i tolerancją, oraz był popierany przez następnych cesarzy aż do rządów Michała I Rangabe.

## Druga fala

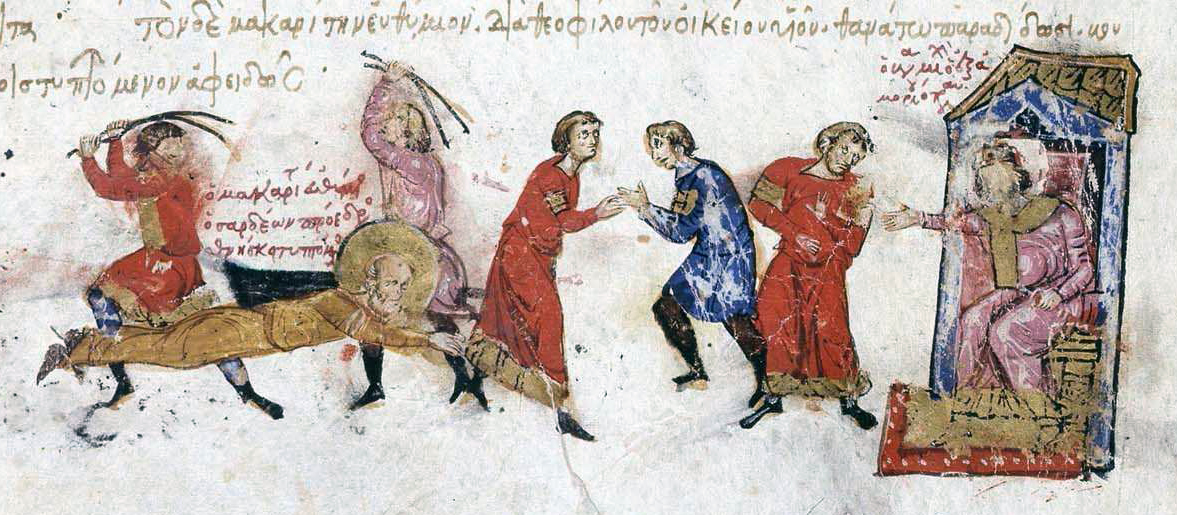
Manuskrypt przedstawiający tortury i męczeństwo Eutymiusza z Sardes, ikonofila ukaranego przez Michała II w 824 roku

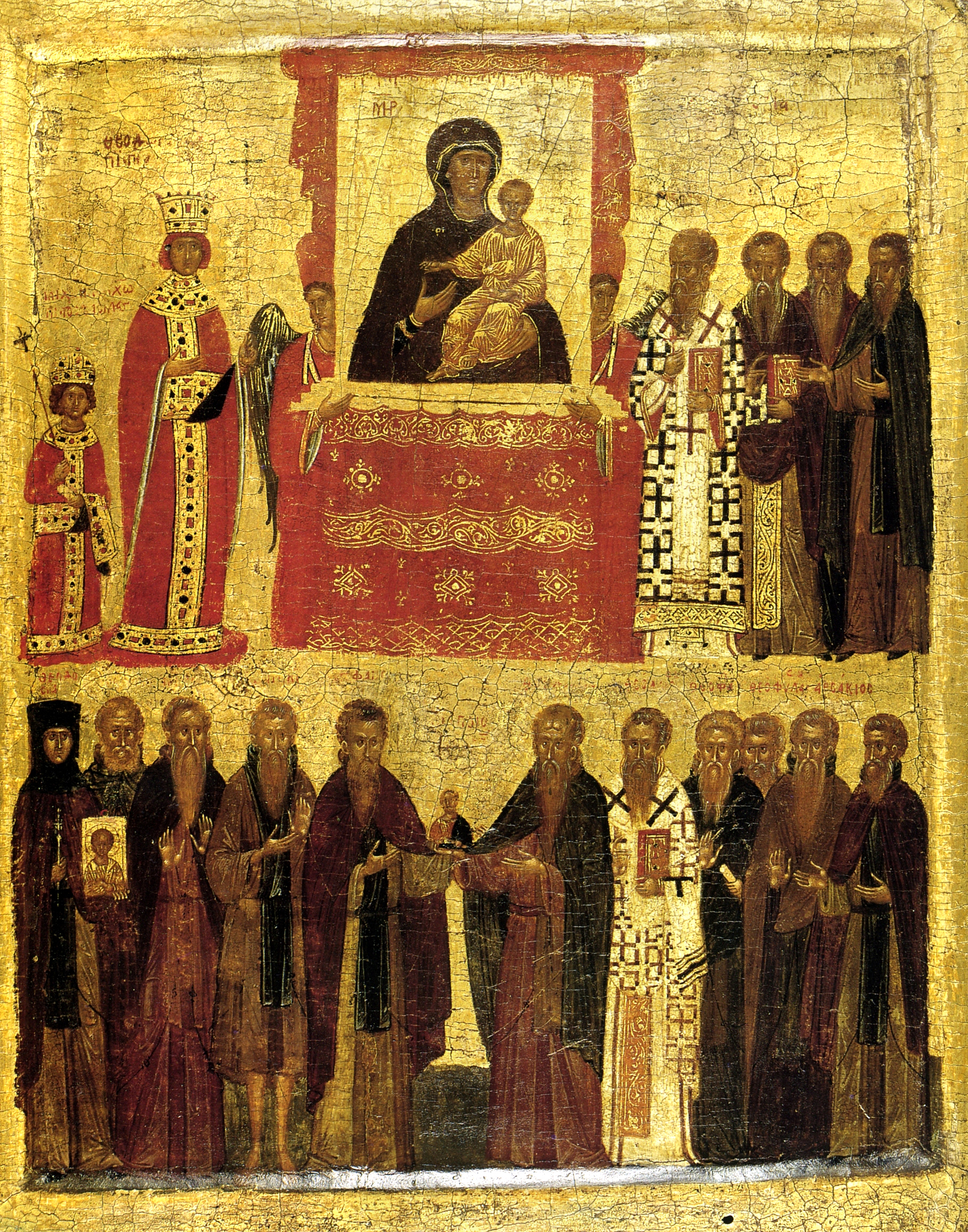
Piętnastowieczny obraz przedstawiający tryumf cesarzowej Teodory nad ikonoklazmem. W 843 roku po śmierci męża Teofila zwołała ona synod uznający ostatecznie kult ikon

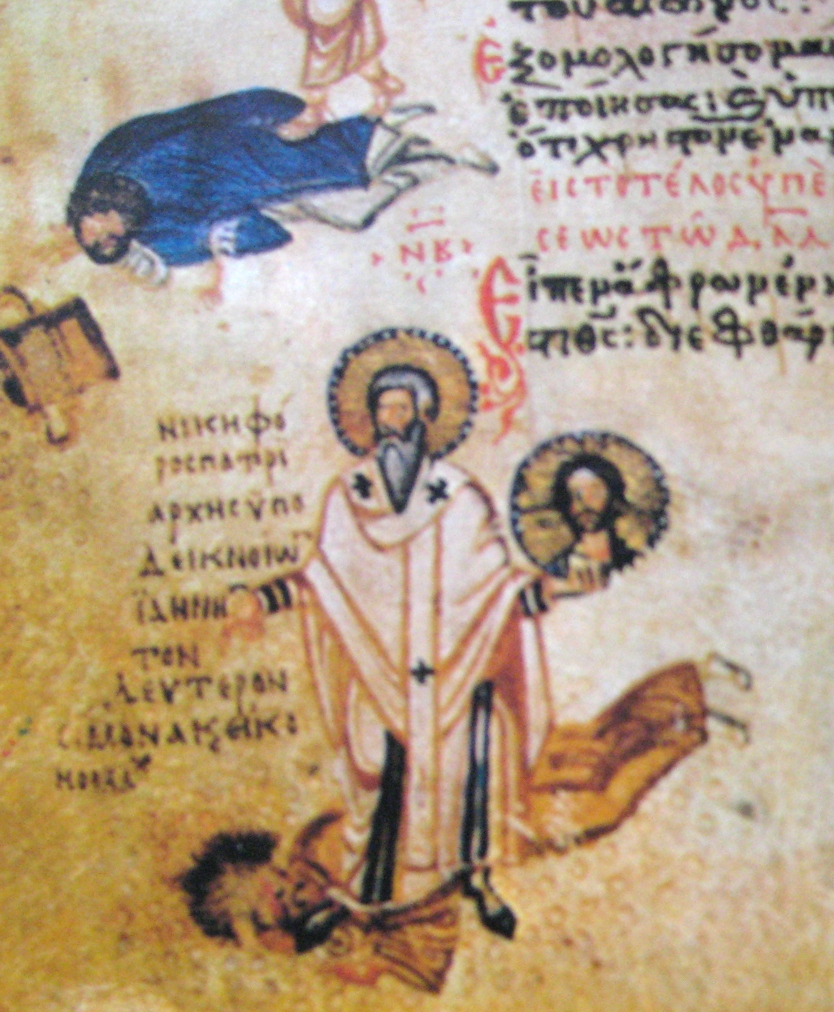
Miniatura przedstawiająca Nikefora I trzymającego w lewej ręce ikonę i depczącego Jana Gramatyka

Powrót do doktryny ikonoklazmu nastąpił za rządów Leona V Armeńczyka będącego u władzy od 813 roku. Cesarz ten pochodził ze wschodniej części Bizancjum, co w dużej mierze tłumaczy jego poglądy. Leon V polecił zwołać synod oraz wezwał uczonego Jana Gramatyka do przygotowania materiału teologicznego pod ikonoklastyczną modłę. Władca dążył do podporządkowania sobie Kościoła w większej mierze niż na przykład Konstantyn V w poprzednim stuleciu. Wielu jego przeciwników jak choćby Teodor Studyta musiało udać się na wygnanie. W 815 roku synod zebrany w kościele Hagia Sofia orzekł postanowienia soboru nikejskiego z 787 za nieważne, oraz uznał decyzje soboru z 754. Oznaczało to powrót do niszczenia ikon i prześladowań ikonofilów, jednak ruch ikonoklastyczny nie był już aż tak natężony i zdecydowany jak w poprzednim stuleciu, ponieważ Leon V nie znajdował dla ruchu tak podatnego jak kiedyś gruntu w społeczeństwie. Za rządów następcy Leona, Michała II Amoryjczyka prześladowania zelżały, lecz kult ikon nie został przywrócony. Cesarz Michał miał do tematu bardzo neutralny stosunek i nie opowiedział się po żadnej ze stron, a ponadto zakazał dyskusji o kulcie obrazów. Przeciwko Michałowi wybuchło powstanie wzniecone przez Tomasza Słowianina, który obiecywał powrót do oddawania czci obrazom. Patriarcha Antiochii dokonał nawet koronacji Tomasza, zbiegli się do niego ikonofile z europejskiej części Bizancjum, a jego wojska obległy w grudniu 821 Konstantynopol. Na wiosnę 823 powstanie Tomasza Słowianina upadło, co oznaczało zwycięstwo Michała II. Ostatnim rozdziałem dla ikonoklazmu były rządy wykształconego cesarza Teofila, syna Michała, który wstąpił na tron po jego śmierci w 829 roku. Teofil podobnie jak Leon III był zafascynowany kulturą arabską, a zainteresowanie nią wszczepił mu jego nauczyciel Jan Gramatyk. Zagorzałe zwalczanie ikonofilów za rządów Teofila przejawiało się w gnębieniu mnichów, co przywodzi na myśl politykę Konstantyna V. W 837 stanowisko patriarchy w Konstantynopolu objął Jan Gramatyk. Jednemu ze swoich przeciwników Teofil kazał nawet wypalić na czole rozżarzonym żelazem wiersze o treści ikonoklastycznej. Po śmierci tego władcy w 842 ikonoklazm już nigdy się nie odrodził, a wszyscy cesarze aż do upadku Cesarstwa Bizantyńskiego byli zwolennikami kultu obrazów, co stanowi do dziś ważny element religii prawosławnej